# Черано-д’Интельви
Черано-д’Интельви (итал. Cerano d'Intelvi) — коммуна в Италии, располагается в регионе Ломбардия, в провинции Комо.
Население составляет 502 человека (2008 г.), плотность населения составляет 100 чел./км². Занимает площадь 5 км². Почтовый индекс — 22020. Телефонный код — 031.
Покровителем коммуны почитается святой апостол Фома, празднование 3 июля.

## Демография
Динамика населения:

## Администрация коммуны
- Официальный сайт: